# Ernest Lecrac
 (juin 2025).
Motif : Absence de sources
- Archive Wikiwix
- Bing
- Cairn
- DuckDuckGo
- E. Universalis
- Gallica
- Google
- G. Books
- G. News
- G. Scholar
- Persée
- Qwant
- (zh) Baidu
- (ru) Yandex
- (wd) trouver des œuvres sur Wikidata

| 1. | Préciser le motif de la pose du bandeau. | Précisez le motif de la pose du bandeau en utilisant la syntaxe suivante : {{admissibilité à vérifier\|date=juin 2025\|motif=remplacez ce texte par le motif}}                     |
| 2. | Informer les utilisateurs concernés.     | Pensez à avertir le créateur de l'article, par exemple, en insérant le code ci-dessous sur sa page de discussion : {{subst:avertissement admissibilité à vérifier\|Ernest Lecrac}} |

Ernest Lecrac est un héros éphémère de bande dessinée belge créé dans le journal Spirou no 1252 par Alfred Gérard (Paul Jamin).

## Synopsis
«Le vol du bourdon» fut l'unique aventure d'Ernest Lecrac. Gardien de musée et sonneur de cloches à Castelcapon, un paisible village, Ernest voit les tableaux du musée où il travaille disparaître subitement pour réapparaître ensuite dès qu'il a appelé son supérieur pour lui faire constater ces disparitions. Un jour, le bourdon de la cathédrale de Castelcapon est volé. L'enquête d'Ernest le conduira jusqu'en Allemagne.

## Historique
Cette histoire se passe au tout début du XXe siècle.

## Les personnages
- Ernest Lecrac, gardien de musée et sonneur de cloches
- Le colonel Vladimir Arkadievitch Dagjeff, ami d'Ernest
- Hercule, le tout petit chien d'Ernest, présenté comme un chien policier (de la police secrète !)

## Publication

### Albums
La série n'a jamais eu d'album.

### Revues
La série a été publiée dans le journal Spirou en 1962.